# 贾阔

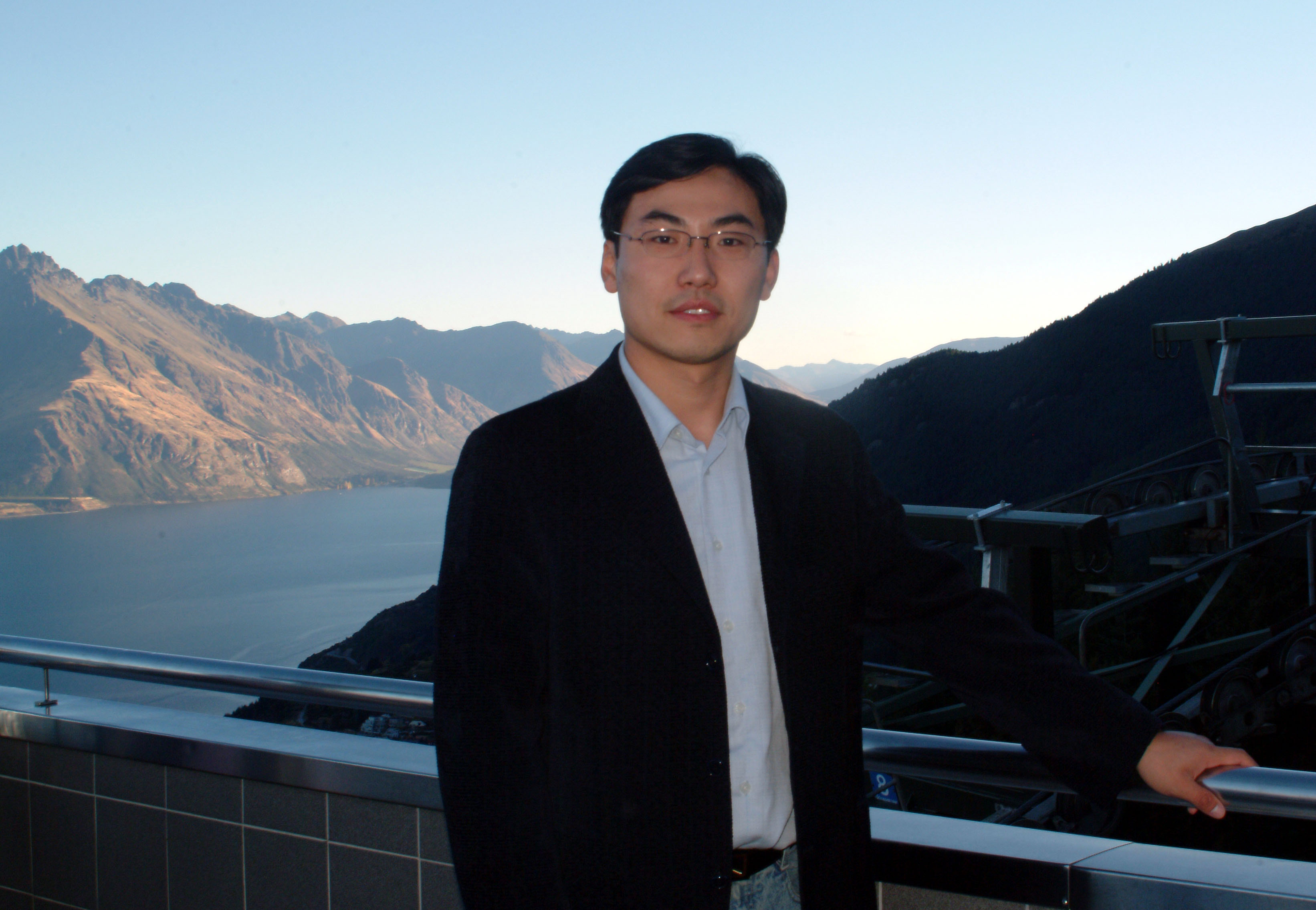
贾阔

贾阔（1982年12月5日—），中国山西人，籍貫山西省长治市。中国民主运动人士。
2004年9月发明专利中性啤酒。2005年8月任中国管理科学研究院特约研究员。2005年9月以特邀嘉宾身份在北京人民大会堂参加中国第四届科学家论坛。2006年留学新西兰。
在其父亲贾甲与中共政权决裂后，投身中华人民共和国民主运动。
多次在海外民主活动中呼吁中共党员干部退出中国共产党， 并呼吁建立民主联邦共和的新中国。2007年4月获新西兰政治庇护。。2017年2月移居美国纽约。现任《北京之春》特约记者、国际汉藏协会文宣干事、中国民主党联合总部新闻资讯部主任。